# Шалфей короткоцветковый
Шалфей короткоцветковый (лат. Salvia brachyantha) — многолетнее растение, вид рода Шалфей (Salvia) семейства Яснотковые (Lamiaceae).

## Распространение и экология
Встречается в Закавказье.
Растёт на травянистых и скалистых склонах.

## Ботаническое описание
Растение высотой 20—50 см.
Стебель простой, прямой, равный соцветию или длиннее его.
Листья почти все прикорневые, продолговатые или продолговато-яйцевидные, при основании округлые или клиновидные, тупые, длиной 4—10 см, шириной 2—3,5 см, морщинистые, по краю выгрызенно-зубчатые, иногда лопастные, с черешками длиннее пластинки; стеблевые в числе двух-трёх пар, более мелкие, короткочерешковые.
Соцветие метёльчато-ветвистое, с 8—10 ложными 4—6-цветковыми мутовками; чашечка колокольчатая, длиной 6—7 мм; венчик фиолетовый, длиной 8—11 мм.
Орешки трёхгранно-эллипсоидальные, длиной 3 мм, светло-бурые.

## Классификация

### Таксономия
Вид Шалфей короткоцветковый входит в род Шалфей (Salvia) подсемейства Котовниковые (Nepetoideae) семейства Яснотковые (Lamiaceae) порядка Ясноткоцветные (Lamiales).
|  |                                      |  |                                                             |                                                             |                      |  | ещё 21 семейство (согласно Системе APG II) | ещё 21 семейство (согласно Системе APG II)  |                                             |  |  |  | ещё 110—130 родов | ещё 110—130 родов           |  |  |
|  |                                      |  |                                                             |                                                             |                      |  | ещё 21 семейство (согласно Системе APG II) | ещё 21 семейство (согласно Системе APG II)  |                                             |  |  |  | ещё 110—130 родов | ещё 110—130 родов           |  |  |
|  |                                      |  |                                                             | порядок Ясноткоцветные                                      |                      |  |                                            |                                             | подсемейство Котовниковые                   |  |  |  |                   | вид Шалфей короткоцветковый |  |  |
|  |                                      |  |                                                             | порядок Ясноткоцветные                                      |                      |  |                                            |                                             | подсемейство Котовниковые                   |  |  |  |                   | вид Шалфей короткоцветковый |  |  |
|  | отдел Цветковые, или Покрытосеменные |  |                                                             |                                                             | семейство Яснотковые |  |                                            |                                             | род Шалфей                                  |  |  |  |                   |                             |  |  |
|  | отдел Цветковые, или Покрытосеменные |  |                                                             |                                                             |                      |  |                                            |                                             |                                             |  |  |  |                   |                             |  |  |
|  |                                      |  | ещё 44 порядка цветковых растений (согласно Системе APG II) | ещё 44 порядка цветковых растений (согласно Системе APG II) |                      |  |                                            | ещё 7 подсемейств (согласно Системе APG II) | ещё 7 подсемейств (согласно Системе APG II) |  |  |  | ещё 700—900 видов |                             |  |  |
|  |                                      |  |                                                             | ещё 44 порядка цветковых растений (согласно Системе APG II) |                      |  |                                            |                                             | ещё 7 подсемейств (согласно Системе APG II) |  |  |  |                   |                             |  |  |